# Kjell Øyasæter
Kjell Øyasæter (Orkdal, 8 febbraio 1950) è un ex calciatore norvegese, di ruolo attaccante.

## Carriera

### Club
Øyasæter ha giocato con la maglia del Rosenborg, per cui ha esordito in 1. divisjon in data 16 maggio 1969, subentrando ad Odd Iversen in occasione della vittoria casalinga per 4-0 contro lo Skeid. Al termine dell'annata, il Rosenborg ha vinto il campionato.
Øyasæter è rimasto in squadra anche per metà del campionato 1970, per poi passare al Brann. Si è infatti trasferito a Bergen per studiare, dovendo così cambiare squadra. Si è laureato capocannoniere della squadra per quattro stagioni consecutive. Ha totalizzato 101 presenze con questa maglia, tra tutte le competizioni, e messo a referto 39 reti. Ha contribuito al successo finale nel Norgesmesterskapet 1972.
Nel 1975, ha fatto ritorno al Rosenborg, dov'è rimasto per altre tre stagioni. Una volta conclusa l'attività agonistica, è diventato dentista nel Trøndelag.

### Nazionale
Øyasæter ha rappresentato la Norvegia a livello Under-19 e Under-21. Per quanto concerne quest'ultima selezione, ha esordito in data 16 settembre 1972, nella sconfitta per 4-0 patita contro la Svezia.

## Palmarès

### Club
- Campionato norvegese: 1

Rosenborg: 1969
- Coppa di Norvegia: 1

Brann: 1972